# Fläckbegonior
Fläckbegonior (Begonia Fläckbegonia-Gruppen) grupp i familjen begoniaväxter. Gruppen omfattar sorter som korsats fram mellan arter som fläckbegonia (B. albopicta), scharlakansbegonia (B. coccinea), korallröd begonia (B. corallina), forellbegonia (B. maculata) och Begonia olbia.
Några sorter odlas som krukväxt i Sverige. De kallas ibland populärt för svinaöron eller änglavingar.

## Sorter
- 'Bismarckiana'
- 'Lucerna' - (B. albopicta × B. olbia × B. coccinea)
- 'President Carnot' - (B. coccinea × B. olbia)